# Cucullia tedjicolora
Cucullia tedjicolora är en fjärilsart som beskrevs av François Louis Nompar de Caumont de Laporte 1977. Cucullia tedjicolora ingår i släktet Cucullia och familjen nattflyn. Inga underarter finns listade i Catalogue of Life.